# テンペル (小惑星)
テンペル (3808 Tempel) は小惑星帯に位置する小惑星である。ドイツの天文学者フライムート・ベルンゲンが東ドイツ（現ドイツ・テューリンゲン州）タウテンブルクのカール・シュヴァルツシルト天文台で発見した。
多くの彗星を発見したドイツ生まれの天文学者エルンスト・テンペルに因んで命名された。